# Abbaye de Keur Moussa
L'abbaye de Keur Moussa fut fondée à Keur Moussa, au Sénégal, par neuf moines de l'ordre de Saint-Benoît venus de Solesmes. Les bâtiments furent inaugurés le 23 juin 1963 en présence du président du Sénégal, Léopold Sédar Senghor.

## Brève histoire
Formée à l'origine de neuf moines bénédictins de l'abbaye de Solesmes (dont Dominique Catta), envoyés par Dom Jean Prou à l'appel en 1961 de l'archevêque de Dakar, Mgr Marcel Lefebvre, la communauté s'est fort agrandie et compte aujourd'hui une quarantaine de membres. Elle présente un caractère international. En effet, si les deux tiers d'entre eux sont de nationalité sénégalaise, on y dénombre en 2020 deux Béninois, deux Camerounais, un Congolais (Brazzaville), deux Français, deux Gabonais et un Guinéen. 
Le 30 janvier 1984, le monastère devient une abbaye autonome de la Congrégation de Solesmes.
Le 8 mai 2000, le Père Ange-Marie Niouky, Sénégalais, succède au premier abbé, le Père Philippe Champetier de Ribes, décédé six ans plus tard (2006).
En 2003, quatre moines sont détachés pour une nouvelle fondation à Saint-Joseph de Séguéya, en Guinée.
Le 19 janvier 2019, le père Olivier-Marie Sarr succède au Père Ange-Niouky, comme troisième abbé de Keur Moussa,,,,.

## La kora et la musique liturgique
En 1964, une kora traditionnelle mandingue est offerte à la communauté par un prêtre diocésain sénégalais. Les moines conçoivent alors la première kora en clefs de bois et de nouvelles méthodes pour l'enseignement de cet instrument traditionnel et frère Dominique Catta – l'un des moines fondateurs – compose des pièces spécifiques, notamment destinées à l'accompagnement des chants communautaires. Pour cette œuvre originale, la communauté a reçu le prix Albert Schweitzer et le Père Catta a été élevé, en 2016, par le Sénégal, au rang de Trésor humain vivant, reconnu par l'UNESCO.

## Activités
- La messe conventuelle célébrée tous les jours à 11 h 15 (GMT), attire de nombreux fidèles principalement le dimanche à 10 h. Beaucoup de visiteurs viennent écouter les chants liturgiques accompagnés par les instruments locaux, balafon, tambours, tam-tam et surtout la kora.
- Les moines vendent également les produits de leur ferme (fromage de chèvre, poulets de chair) et de leurs vergers (oranges, mandarines, pamplemousses, mangues, etc.).
- Les bénédictins se consacrent en outre à la fabrication des koras, à la transformation des fruits, à la fabrication du fromage de chèvre, etc.
- Auprès du monastère se trouve un dispensaire tenu par des religieuses (servantes des pauvres), ainsi qu'une école primaire.

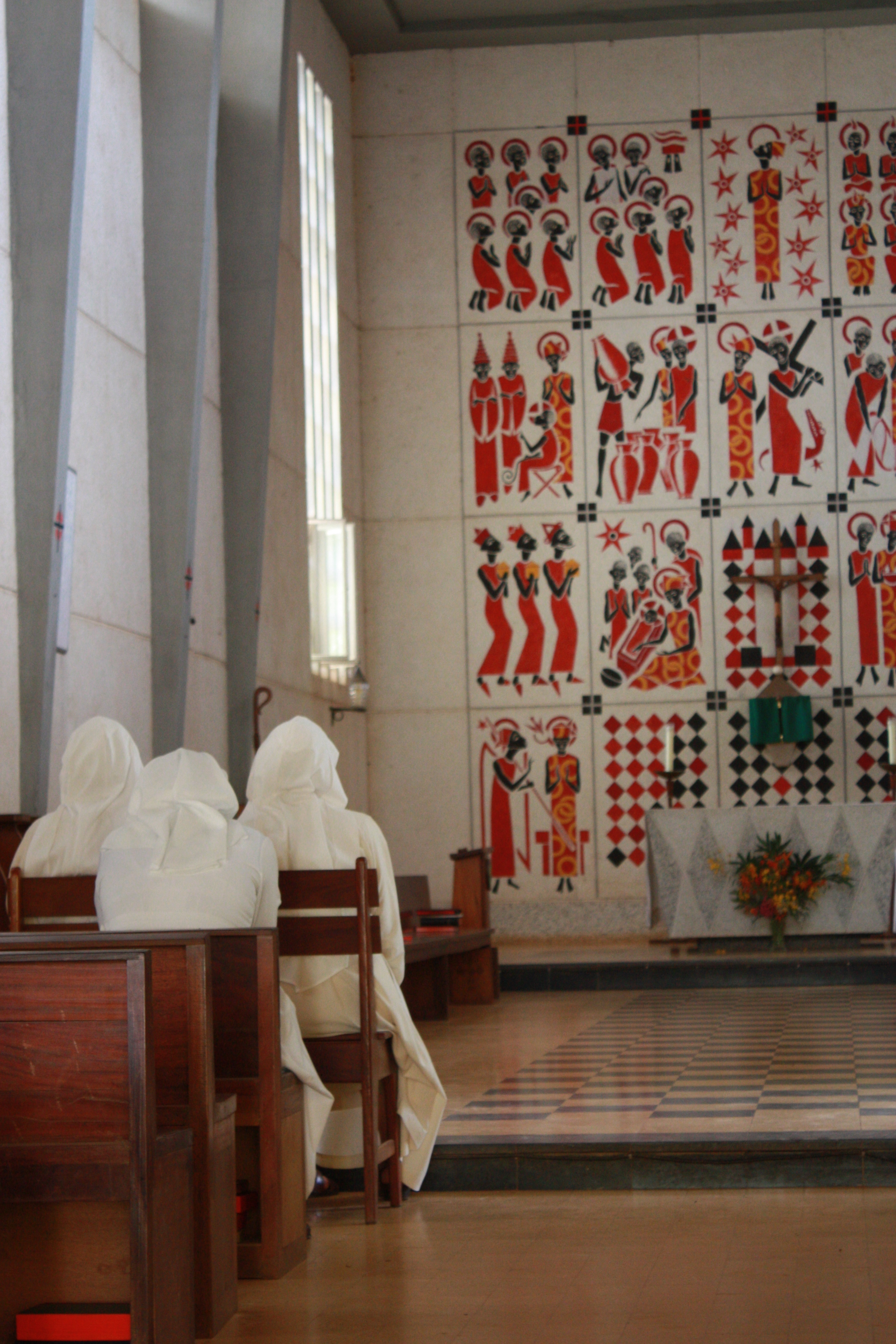
L'autel et la fresque.
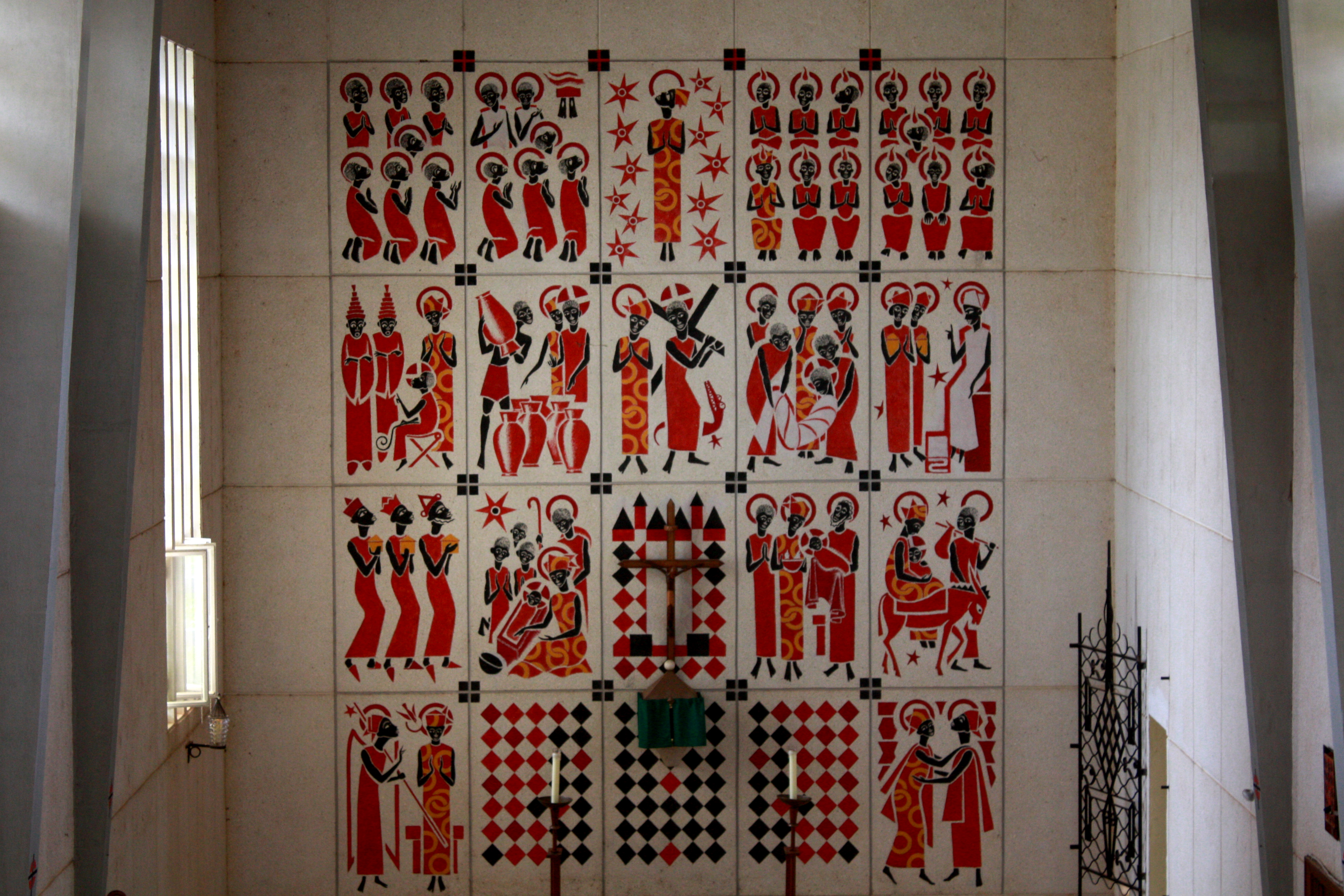
La fresque du chœur.
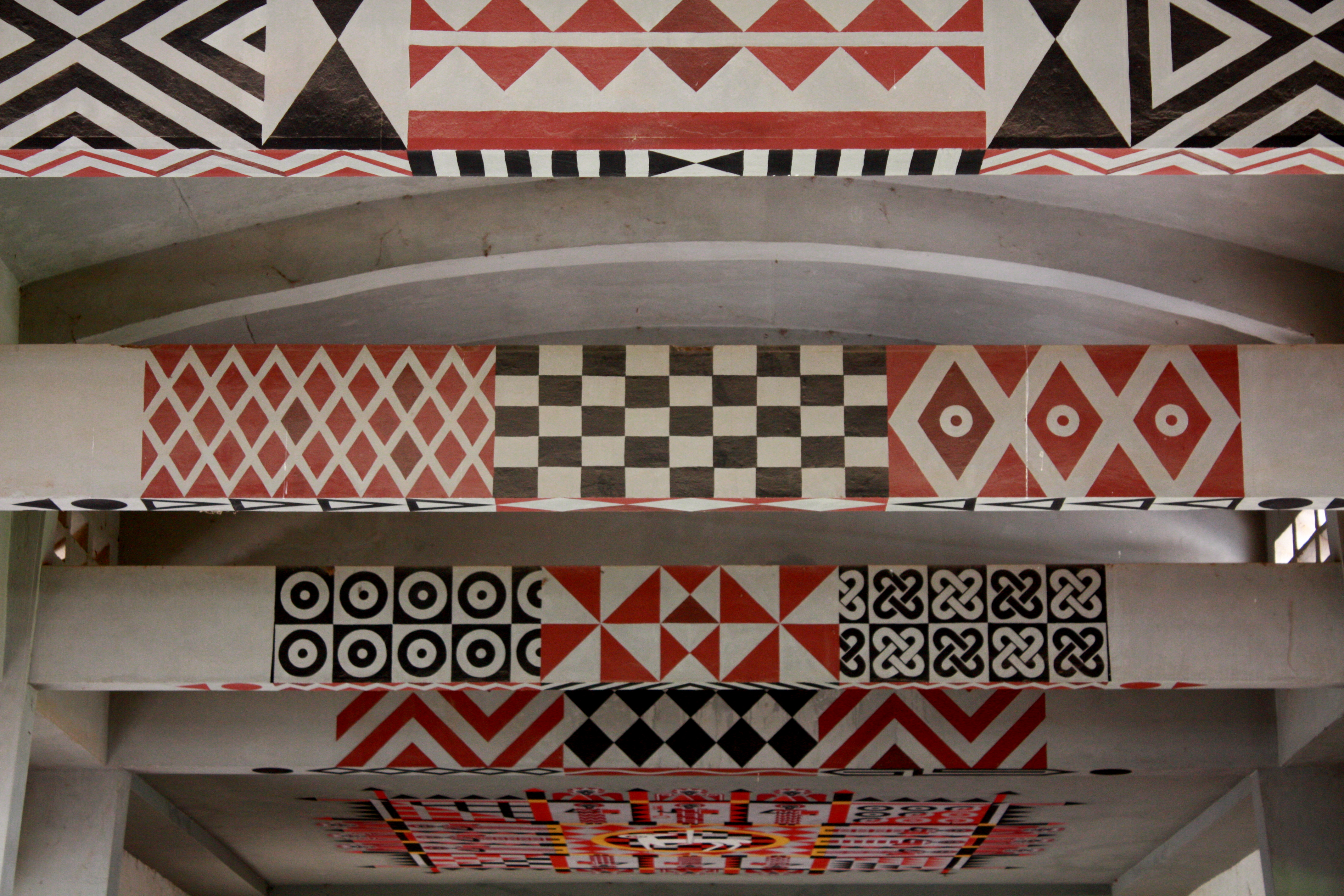
Le plafond de l'abbaye de Keur Moussa.
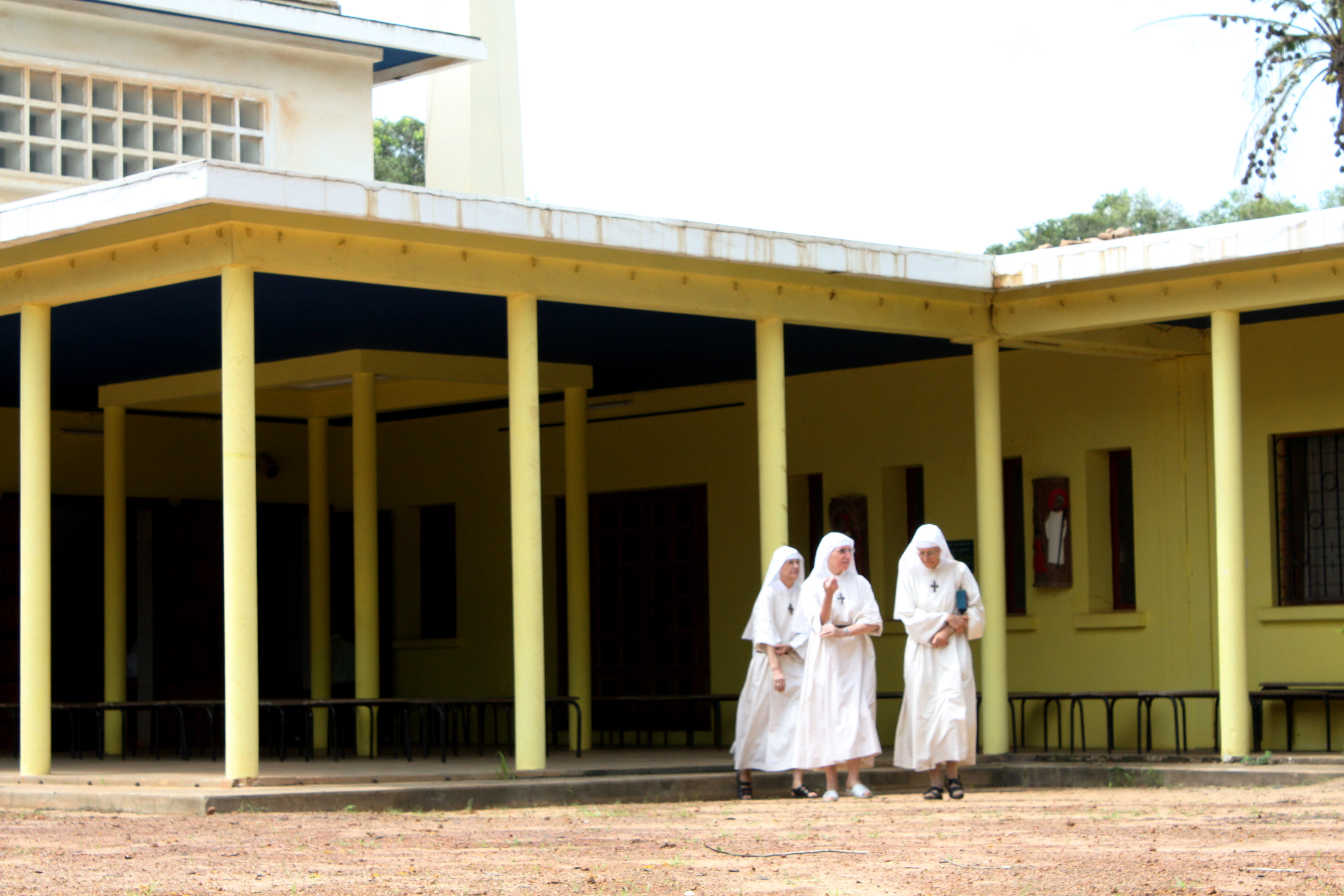
Sœurs bénédictines à l'abbaye de Keur Moussa.

## Production

### Édition
- Psautier de Keur Moussa
- Liturgie de Keur Moussa

### Discographie
- Lumière radieuse, Association France-Keur Moussa (août 2007)
- Chœur des Moines de Keur Moussa :
  - Semaine Sainte et Pâques, Art et Musique (juin 2008) ;
  - Offices du dimanche : Abbaye de Keur Moussa, Association France-Keur Moussa (avril 2008) ;
  - Voici l'agneau de Dieu, Art et Musique (juin 2008) ;
  - Aux Sources jaillissantes, Association France-Keur Moussa (octobre 2007) ;
  - Quand renaît le matin, Association France-Keur Moussa (janvier 2001) ;
  - À l'aube du jour, Association France-Keur Moussa (janvier 2008).